# ヤン・ズルザヴィー
ヤン・ズルザヴィー（Jan Zrzavý，1890年11月5日 - 1977年10月12日）は、20世紀のチェコを代表する画家、グラフィック・アーティスト、イラストレーターである。

## 生い立ち
ズルザヴィーは、ボヘミアのヴァヂン（cs:Vadín）（現在は、チェコ共和国のハブリーチクーフ・ブロート近郊のオクローリーツェの一部である。）で生まれた。ズルザヴィーは、プラハで個人的に学んだ後、1907年から2年間はUMPRUM（プラハ応用美術大学，プラハ工芸応用美術大学とも。en:Academy of Arts, Architecture and Design in Prague）で学んだが、放校となった。1907年、ズルザヴィーは初めてフランスを訪れてから1939年までパリとブルターニュを頻繁に訪れたが、祖国との密接なつながりを維持していた。
第二次世界大戦終の1947年から1950年まで、ズルザヴィーはパラツキー大学オロモウツの准教授となった。その後、プラハとオクローリーツェにプライベートスタジオを開いた。ズルザヴィーは1950～1960年代には国内外で一層認知されるようになり、1965年には国民芸術家（
cs:Národní umělec）の称号を授与された。ズルザヴィーは1977年10月12日にプラハで死去した。

## 芸術的な影響
ズルザヴィーは、20世紀初頭のチェコ、引いてはヨーロッパにおけるモダニズム運動の主要メンバーの1人であった。ズルザヴィーは象徴主義者とみなされているが、中世美術に大きな影響を受けていた。ズルザヴィーは生涯を通じて、外国（フランス、イタリア、ギリシャ）だけでなく祖国（ヴォドニャニ、オクローリーツェ、プラハ）の壮大な風景からもインスピレーションを受けていた。ズルザヴィーはテーマの多くを何度も作り直した。ポエティズム（en:Poetism）と呼ばれるチェコの芸術運動の創始者の1人であるカレル・タイゲはその著作でズルザヴィーを賞賛している。
チェコ国立美術館に寄贈されたズルザヴィーの作品は、テルチとプラハで展示されている。

## 芸術集団・クラブ
- Sursum, 1910年－創立者
- SVU Manes, 1917年－メンバー
- Tvrdošíjní (Stubborns)－共同創立者